# هيروشي إيشيكاوا
هيروشي إيشيكاوا (باليابانية: 石川寛؛ بالكانا: いしかわ ひろし) هو مخرج ياباني، ولد في 18 مايو 1963 في أوداته في اليابان.

## وصلات خارجية
- هيروشي إيشيكاوا على موقع IMDb (الإنجليزية)
- هيروشي إيشيكاوا على موقع ألو سيني (الفرنسية)
- هيروشي إيشيكاوا على موقع أول موفي (الإنجليزية)
- هيروشي إيشيكاوا على موقع قاعدة بيانات الأفلام السويدية (السويدية)
- هيروشي إيشيكاوا على موقع قاعدة بيانات الفيلم (الإنجليزية)
- هيروشي إيشيكاوا على موقع كينوبويسك (الروسية)